# Reinhold Pommer
Reinhold Viktor Pommer (ur. 6 stycznia 1935 w Zigarticach, zm. 26 marca 2014 w Haßfurt) – niemiecki kolarz szosowy, brązowy medalista olimpijski.

## Kariera
Największy sukces w karierze Reinhold Pommer osiągnął w 1956 roku, kiedy wspólnie z Gustavem-Adolfem Schurem i Horstem Tüllerem zdobył brązowy medal w drużynowym wyścigu ze startu wspólnego podczas igrzysk olimpijskich w Melbourne. Był to jedyny medal wywalczony przez Pommera na międzynarodowej imprezie tej rangi. Na tych samych igrzyskach w rywalizacji indywidualnej został sklasyfikowany na osiemnastej pozycji. Poza igrzyskami nie odnosił większych sukcesów, zdobył między innymi srebrny medal szosowych mistrzostw kraju w 1956 roku w indywidualnym wyścigu ze startu wspólnego amatorów. Nigdy nie zdobył medalu na szosowych mistrzostwach świata.